# Marian Jaskuła
Marian Stefan Jaskuła (ur. 16 października 1932 w Poznaniu, zm. 31 stycznia 2021 tamże) – polski ekonomista, działacz turystyczny i krajoznawca, Członek Honorowy Polskiego Towarzystwa Turystyczno-Krajoznawczego, założyciel i wieloletni prezes Oddziału PTTK „Meblarz” w Swarzędzu.

## Życiorys
Urodził się jako najstarszy syn Stefana Jaskuły i Marianny zd. Strassburger. Dzieciństwo spędził na Osiedlu Warszawskim w Poznaniu. W 1940 jego ojciec został aresztowany przez niemieckich okupantów. W czasie II wojny światowej uczył się w szkole dla dzieci polskich, utworzonej przez okupanta, oraz na tajnych kompletach. Latem 1944 uciekł z transportu młodzieży polskiej wywożonej na roboty rolne do Rzeszy. Po wyzwoleniu podjął naukę w szkole średniej. Później, zmuszony trudnymi warunkami bytowymi po śmierci ojca, rozpoczął pracę zawodową. W latach 1951–1959 służył w wojsku, a następnie rozpoczął pracę na Górnym Śląsku, cały czas uzupełniając wykształcenie i podnosząc kwalifikacje. Zawarł związek małżeński z Eugenią Marią Kurasz. W 1968 powrócił do Poznania. Od 1973 związany ze Swarzędzem, gdzie zatrudniony był w Swarzędzkich Fabrykach Mebli na stanowisku ekonomisty oraz szefa zespołu kontroli wewnętrznej. W zakładzie tym pracował do przejścia na emeryturę. W latach 1979–1989 był członkiem Miejskiej Komisji Kultury Fizycznej i Turystyki przy Urzędzie Miasta i Gminy Swarzędz, natomiast od 1985 do 1988 członkiem Komitetu Obchodów 350-lecia Swarzędza.

### Działalność turystyczna i krajoznawcza
Od 1947 był członkiem Polskiego Towarzystwa Krajoznawczego. W 1956 wstąpił w Katowicach do Polskiego Towarzystwa Turystyczno-Krajoznawczego. W latach 1970–1973 pełnił funkcję członka prezydium i wiceprezesa tamtejszego oddziału. Od 1975 do 1983 był prezesem koła zakładowego nr 98 przy Swarzędzkich Fabrykach Mebli. W 1983 założył i nieprzerwanie do 2009 pełnił funkcję prezesa Oddziału PTTK „Meblarz” w Swarzędzu, do 1990 funkcjonującego jako oddział zakładowy.
Pełnił także inne funkcje społeczne w strukturach organizacyjnych PTTK, był m.in.:
- wiceprezesem Oddziału Poznań – Nowe Miasto (1980–1983),
- wiceprzewodniczącym Komisji Krajoznawczej i Ochrony Zabytków Zarządu Wojewódzkiego w Poznaniu (1976–1991),
- członkiem Prezydium Zarządu Wojewódzkiego w Poznaniu (1985–1989),
- członkiem Zarządu Głównego (1985–1997),
- wiceprezesem Wielkopolskiej Korporacji Oddziałów (1993–2003),
- wiceprzewodniczący Wielkopolskiej Komisji Krajoznawczej,
- prezesem Klubu Turystyki Górskiej „Smrek” przy Oddziale „Meblarz”[2].

Był inicjatorem i bezpośrednim organizatorem licznych imprez turystyczno-krajoznawczych, obozów wędrownych i wypraw górskich, w tym m.in. XXV Ogólnopolskiego Wysokokwalifikowanego Rajdu Pieszego „Wielkopolska” w 1984. Autor licznych artykułów krajoznawczych i turystycznych, m.in. przez 15 lat prowadził dział turystyczny w gazecie zakładowej SFM „Segmenty” oraz był członkiem kolegium redakcyjnego kwartalnika krajoznawczego „Znad Warty”.
Posiadał uprawnienia kadry PTTK: przodownika turystyki górskiej, przodownika turystyki pieszej, instruktora krajoznawstwa Polski, strażnika ochrony przyrody oraz instruktora szkolenia kadr. Został wyróżniony tytułem Honorowego Przodownika Turystyki Pieszej.
16 września 2005, obradujący w Warszawie XVI Walny Zjazd PTTK nadał Marianowi Jaskule godność Członka Honorowego Polskiego Towarzystwa Turystyczno-Krajoznawczego, jako osobie szczególnie zasłużonej dla rozwoju turystyki i krajoznawstwa w Polsce. Na VIII Zjeździe Oddziału PTTK „Meblarz” w 2009 zakończył pełnienie funkcji prezesa oddziału – uchwałą zjazdu został wyróżniony tytułem honorowego prezesa tej jednostki. Ponadto w uznaniu zasług, Rada Miejska w Swarzędzu nadała 2 marca 2010 Marianowi Jaskule odznaczenie „Zasłużony dla Miasta i Gminy Swarzędz”.
Zmarł 31 stycznia 2021. Pogrzeb odbył się 8 lutego 2021 na cmentarzu Miłostowo w Poznaniu z udziałem sztandaru Zarządu Głównego PTTK.

## Odznaczenia
Marian Jaskuła został wyróżniony m.in. następującymi odznaczeniami:
- Krzyż Kawalerski Orderu Odrodzenia Polski
- Srebrny Krzyż Zasługi
- Medal za Długoletnie Pożycie Małżeńskie
- Złota Odznaka „Zasłużony Działacz Turystyki”
- Odznaka honorowa „Za Zasługi dla Turystyki”
- Złota Odznaka „Zasłużonemu w Rozwoju Województwa Katowickiego"
- Odznaka „Zasłużony dla Województwa Poznańskiego"
- Odznaka honorowa „Za zasługi dla województwa wielkopolskiego”
- Odznaka Honorowa Miasta Poznania
- Odznaczenie „Zasłużony dla Miasta i Gminy Swarzędz”
- Złota Odznaka Federacji Sportowej „Ogniwo"
- Złota Odznaka „Zasłużony Działacz LOK”
- Srebrna Honorowa Odznaka Przyjaciół Harcerstwa
- Medal 350-lecia Swarzędza
- Złota Honorowa Odznaka PTTK
- Złota Odznaka Zasłużony w pracy w PTTK wśród młodzieży
- Medal 50-lecia PTTK
- Medal Komisji Turystyki Górskiej Zarządu Głównego PTTK
- Medal Komisji Kół i Oddziałów Zakładowych Zarządu Głównego PTTK
- Medal Franciszka Jaśkowiaka „Za zasługi w krzewieniu krajoznawstwa i turystyki w Wielkopolsce”